# Hyposmocoma candidella
Hyposmocoma candidella là một loài bướm đêm thuộc họ Cosmopterigidae. Nó là loài đặc hữu của Hawaii. Loài địa phương ở Kona, nơi nó được tim thấy ở độ cao 4,000 feet.
Ấu trùng có thể ăn Acacia koa.